# Bernd-Christian Funk
Bernd-Christian Funk (* 14. September 1943 in Trofaiach) ist ein österreichischer Rechtswissenschafter.

## Leben
Nach dem Studium der Rechtswissenschaften an der Universität Wien promovierte Funk 1968 zum Dr. iur.; das Studium der Wirtschaftspädagogik an der Wirtschaftsuniversität Wien schloss er mit dem Grad eines Mag. rer. soc. oec. ab. 1974 habilitierte sich Funk mit der Arbeit Der verfahrensfreie Verwaltungsakt. Danach war er bis 1978 als wissenschaftlicher Referent bei der Wirtschaftskammer Österreich tätig; und von 1978 bis 1999 hatte er eine ordentliche Professur am Institut für Öffentliches Recht, Politikwissenschaft und Verwaltungslehre der Universität Graz inne. Im August 1999 wechselte er dann an das Institut für Universitätsrecht und Universitätsmanagement der Universität Linz. Ab Oktober 1999 lehrte Funk am Institut für Staats- und Verwaltungsrecht der Universität Wien, nach der Emeritierung war er Gründungsdekan der Fakultät für Rechtswissenschaften der Sigmund Freud PrivatUniversität Wien.
Im März 2007 hatte Funk in der Debatte um die Einführung der Präventivhaft in Österreich geäußert, dass die Möglichkeit der Präventivhaft für Diktaturen charakteristisch sei. Im Oktober desselben Jahres äußerte er in Bezug auf die in Österreich geplante Einführung der Online-Fahndung, dass diese verfassungswidrig sein könnte.
Funk ist Mitglied des Beirats der 2012 gegründeten wissenschaftlichen Open-Access-Zeitschrift Momentum Quarterly.
In der Funktionsperiode 2018 bis 2023 ist er Mitglied des Universitätsrates der Medizinischen Universität Innsbruck.

## Auszeichnungen
- 2008: Großes Silbernes Ehrenzeichen für Verdienste um die Republik Österreich[5]

## Werk (Auswahl)
- Der verfahrensfreie Verwaltungsakt. Die „faktische Amtshandlung“ in Praxis und Lehre. Eine Integration von Ordnungsvorstellungen auf dem Gebiete des Verwaltungsaktes. Habilitationsschrift, 1974.